# 가상 드라이브
가상 드라이브(Virtual drive)는 컴퓨터와 관련하여 드라이브가 어떠한 방식으로 에뮬레이트되는 것을 뜻하는 용어이다. 에뮬레이트되는 드라이브는 하드 드라이브, 플로피 드라이브, CD/DVD, 네트워크 공유가 될 수 있다.
가상 하드 드라이브는 빠른 읽기/쓰기 접근을 위해 램에서 만들어질 수도 있다. 보기: 램 디스크
가상 DVD는 자주 디스크 이미지 에뮬레이터를 사용하여 디스크 이미지로 마운트한다. 이로써 하나의 디스크 드라이브로서가 아닌, 하드 드라이브 위에서 디스크 이미지로부터 CD나 DVD의 내용을 읽을 수 있다. 사용자들이 CD 또는 DVD를 요구하는 소프트웨어를 디스크 드라이브의 복사본을 가지지 않은 채 이용할 수 있게 도와준다.

## 같이 보기
- subst - MS-DOS나 마이크로소프트 윈도우에서 쓰이는, 경로를 드라이브로 할당하는 명령어